# Deutsche Jugendbücherei
Die Deutsche Jugendbücherei war eine literarische Schriftenreihe für jugendliche Leser. Sie erschien seit 1909 im Hermann Hillger Verlag (Berlin und Leipzig).

## Geschichte
Die Reihe wurde im Kaiserreich von den Vereinigten Deutschen Prüfungsausschüssen für Jugendschriften gegründet. Die ersten Hefte waren:
- Detlev von Liliencron: Drei Kriegsnovellen, Berlin / Leipzig [1909].
- Charles Sealsfield: Der Kampf ums Blockhaus, Berlin / Leipzig [1909].
- Friedrich Gerstäcker: Der Schiffszimmermann, Leipzig / Berlin [1909].

In der Weimarer Republik übernahm der Dürerbund die Herausgabe. Bis Ende 1925 erschienen 214 Hefte (Nr. 214: Tiermärchen für die Kleinen von Gebr. Grimm, Berlin [1925]).
Einen Wechsel erfuhr die Reihe nach 1933. Der Dürerbund war den Nationalsozialisten nicht genehm und seine Mitglieder wurden z. T. mit Berufsverboten wegen „Kunstbolschewismus“ belegt. Daraufhin löste er sich 1935 auf. Die Reihe wurde in Hillgers Deutsche Bücherei umbenannt; Herausgeber war nun die Deutsche Arbeitsfront. Genau genommen erfolgte die Herausgabe durch deren Unterorganisationen NS-Gemeinschaft Kraft durch Freude, beide waren im Impressum aufgeführt. Zum Ende hin war als Herausgeber das Reichsamt Deutsches Volksbildungswerk (empfohlen von der Reichsleitung des NS-Lehrerbundes) genannt, seinerseits wiederum eine Unterorganisation der NSG Kraft durch Freude.
Nach 1945 wurde wieder der ursprüngliche Name Deutsche Jugendbücherei verwendet. Die Reihe erschien jetzt im „Verlag Deutsche Jugend-Bücherei“ (Berlin-Grunewald).

## Gestaltung
Die Hefte erschienen in drei verschiedenen Ausgaben:
- Ausgabe A: Bunte Reihe, mit Farbbild (Preis 1920: 20 Pfennig),
- Ausgabe B, Buchreihe in Halbleinen (Preis 1920: 40 Pfennig),
- Ausgabe C, ohne Farbbild (Preis 1920: 15 Pfennig).

Anfangs wurde Frakturschrift verwendet, später Antiqua.